# Alik Kostakis
Alik Kostakis (Grécia, 1928 - 7 de maio de 1998) foi uma jornalista, colunista social e apresentadora de televisão greco-brasileira.

## Biografia
Nascida na Grécia, veio jovem ao Brasil, em 1934 (aos 16 anos). Ingressou no jornalismo a convite de Samuel Wainer em 1957, onde ficou até o fechamento do jornal, em 1964. Ali chegou a ser correspondente na Itália e escreveu ainda colunas nos periódicos Diário Popular, Carta Capital e Folha da Tarde. Também escreveu para a Vogue e participou de inúmeros programas de televisão e novelas em participação especial nas Redes Globo e Tupi. Como jornalista, sua coluna foi publicada diariamente por quase quarenta anos; como colunista social do sexo feminino, foi uma das mais importantes e talvez a primeira delas, sendo citada no livro da Editora Senac como uma das primeiras jornalistas femininas a abrir caminhos para as futuras gerações. Teve papel preponderante no jornalismo já que tinha uma coluna diária, onde escrevia sobre a sociedade paulista, política e variedades. Foi uma colunista e jornalista respeitada e importante no últimas décadas do século XX no Brasil. Quando de sua morte todos os veículos de informação falaram de sua importância no colunismo.
Em 1962, durante o 4º Prêmio Jabuti, foi agraciada com o diploma de "Amigo do Livro".
Em 1968 integrou o júri do programa Quem Tem Medo da Verdade?, um show sensacionalista criado por Carlos Manga, Flávio Porto e Mário Wilson que entrevistava personalidades fazendo-lhes um verdadeiro julgamento por sua conduta pública e privada, de forma considerada invasiva.
Em 1978 cedeu o túmulo particular para o sepultamento do costureiro Dener, então na miséria.
De 1984 a 1990 integrou o júri do Troféu Imprensa, premiação realizada pelo SBT.
Em 1996 sofreu um acidente vascular cerebral que lhe paralisou um lado do corpo, mesma causa da sua morte dois anos depois, aos 70 anos de idade.